# میتکا
میتکا (به یونانی: ΜΕΤΚΑ یا Μετκα) شرکت پیمانکاری خدمات مهندسی یونانی است، که دارای تخصص در اجرای پروژه‌های بزرگ در بخش‌های انرژی، زیرساخت‌های صنعتی و صنایع دفاعی می‌باشد. 
این شرکت فعالیت گسترده‌ای نیز در احداث نیروگاه‌های برق و نیروگاه‌های چرخه ترکیبی، ساخت ماشین‌آلات صنعتی، کارخانجات تولیدی و تجهیزات مکانیکی دارد.
شرکت میتکا در سال ۱۹۶۲ تأسیس شد. دفتر مرکزی این شرکت در شهر آتن، یونان قرار دارد و بخشی از سهام آن در بازار بورس آتن دادوستد می‌شود.